# Krzysztof Kołach
Krzysztof Kołach (ur. 15 stycznia 1961 w Żychlinie) – polski samorządowiec, inżynier, były wojewoda płocki.

## Życiorys
W 1986 ukończył studia na Wydziale Rolniczym Akademii Techniczno-Rolniczej w Bydgoszczy oraz Międzywydziałowe Studium Pedagogiczne w tym mieście. W latach 1994–1997 zajmował stanowisko wojewody płockiego. W 1998 prowadził własną działalność gospodarczą. W tym samym roku został powołany na urząd wójta gminy Bedlno. W 2002 i 2006 ponownie był wybierany na to stanowisko w wyborach bezpośrednich. Reelekcję uzyskał również w 2010 i w 2014, pełniąc tę funkcję do 2018.
W 2008 zasiadł też w radzie nadzorczej PKN Orlen. Działacz Polskiego Stronnictwa Ludowego.
Otrzymał Brązowy (1998) i Srebrny (2001) Krzyż Zasługi.